# Tom Martin

Tom Martin

Thomas Joseph (Tom) Martin (Chicago, 29 juli 1964) is een Amerikaans scenarioschrijver. Hij heeft geschreven voor Saturday Night Live, Later with Greg Kinnear, Just Shoot Me!, Clone High en The Simpsons

## Filmografie

### The Simpsons
- "Sunday, Cruddy Sunday"
- "Grift of the Magi"
- "Pokey Mom"